# المبارزة (فلم 2016)
المبارزة هو فيلم تم إنتاجه في الولايات المتحدة وصدر في سنة 2016. الفيلم من إخراج كيران دارسي سميث من بطولة وودي هارلسون وليام هيمسورث وأليس براغا وويليام سادلر.

## القصة
حارس تكساس يحقق في سلسلة من الوفيات غير المبررة في مدينة تسمى هيلانة.

## وصلات خارجية
- مقالات تستعمل روابط فنية بلا صلة مع ويكي بيانات